# Código da estrada
O código da estrada (em Portugal) ou código de trânsito (no Brasil) é o documento legal que estabelece as regras de circulação de todo os tipos de veículos nas estradas e outras vias, bem como sua relação com a população num determinado país ou região.
Na maioria dos países, é estipulada como obrigatoriedade a inspecção automóvel que consiste na verificação dos requisitos mínimos de segurança e/ou ambientais do veículo, como a emissão de gases nocivos. Consoante o país e a legislação em vigor, a inspecção poderá ser periódica ou apenas perante a transferência de título de propriedade. No caso da inspecção periódica, os intervalos mais comuns são de ano a ano, ou de dois em dois anos.

## História
Código de Trânsito e Condução em Portugal é um dos documentos legais mais importantes que determina as leis e regulamentos relacionados ao movimento de veículos nas estradas e outras vias. Este código é o resultado de uma longa e complexa história que se desenvolveu ao longo dos anos.
Inicialmente, as leis relacionadas ao movimento de veículos em Portugal eram aplicadas de forma dispersa e, às vezes, contraditória. Em 1928, a primeira lei oficial nesse campo, chamada "Lei de Trânsito e Transporte Público", foi aprovada. Essa lei estabeleceu as bases iniciais para determinar as leis de trânsito de veículos em Portugal.

Nos anos seguintes, com o desenvolvimento e avanço da indústria automobilística e o aumento do número de veículos nas estradas, houve a necessidade de um código de trânsito e condução abrangente e unificado em Portugal. Como resultado, em 1954, o Código de Trânsito e Condução de Portugal foi aprovado e implementado. Este código é um conjunto de leis e regulamentos cujo objetivo é melhorar a segurança e facilitar o movimento de veículos nas estradas.